# 14-та ракетна дивізія (РФ)
14-я ракетна Київсько-Житомирська ордена Кутузова дивізія (військова частина 34096) — з'єднання в складі 27-ї гвардійської ракетної Вітебської армії Ракетних військ стратегічного призначення, розташоване у місті Йошкар-Ола у Марій Ел.

## Історія
25 травня 1960 року на базі 234-ї гаубичної артилерійської бригади, 222-го винищувального протитанкового артилерійського Київсько-Житомирського ордена Кутузова полку, 88-го окремого винищувального протитанкового дивізіону, 215-й та 74-й шкіл ВПС була сформована 201-ша ракетна бригада. У серпні того ж року управління бригади та вузла зв'язку були передислоковані з міста Саранськ до міста Йошкар-Ола у Марійській АРСР.
30 травня 1961 року 201-ша ракетна бригада директивою МО СРСР перетворена на ракетну дивізію з дислокацією у місті Йошкар-Ола. Почесне найменування й орден Кутузова III ступеня передані по наступності.
У січні 1962 року були завершені роботи по монтажу пускових пристроїв й вантажним випробуванням постановників, а 12 лютого 1962 року управління ракетної дивізії та її перший ракетний дивізіон заступили на бойове чергування.
Всього бойовими розрахунками дивізії було проведено 61 навчально-бойовий пуск ракет, з них 40 — на оцінку «відмінно».

## Склад

### Склад на 1962 рік (201-ша ракетна бригада)[4][5][6]
- Управління ракетної бригади (в/ч 34096);
- 675-й ракетний полк (в/ч 54070);
- 676-й ракетний полк (в/ч 44083);
- 687-й ракетний полк (в/ч 44158);
- 690-й ракетний полк (в/ч 44204);
- 1536-та рухлива ремонтно-технічна база (в/ч 54200);
- 293-й вузол зв'язку (в/ч 03301);
- 235-й окремий батальйон охорони (в/ч 03597);
- Окрема батарея бойового забезпечення (в/ч по літеру);
- 573-та окрема експлуатаційно-ремонтна рота (в/ч 34535);
- 65тя окрема залізнична експлуатаційна рота (в/ч 34584);
- 456-та окрема інженерно-технічна рота (в/ч 34571);
- 463-та окрема автотранспортна рота (в/ч 34466);
- 492-та ремонтна майстерня ракетного та артилерійського озброєння (в/ч по літеру);
- Гарнізонний офіцерський клуб (в/ч по літеру);
- 536-та хлібопекарня (в/ч по літеру);
- Школа підготовки сержантів (в/ч по літеру).

### У 1965 році (14-та ракетна дивізія)
- 124-й ракетний полк з 2 ПУ Р-16;
- 558-й ракетний полк з 2 ПУ Р-16;
- 611-й ракетний полк з 2 ПУ Р-16;
- 675-й ракетний полк з 2 ПУ Р-16;
- 687-й ракетний полк без озброєння;
- 690-й ракетний полк з 2 ПУ Р-16;
- 702-й ракетний полк з 2 ПУ Р-16.

### У 1972 році
- 124 ракетний полк з 10 ШПУ РТ-2;
- 514 ракетний полк з 10 ШПУ РТ-2;
- 518 ракетний полк з 10 ШПУ РТ-2;
- 558 ракетний полк з 10 ШПУ РТ-2;
- 611 ракетний полк з 10 ШПУ РТ-2;
- 690 ракетний полк з 6 ПУ Р-16;
- 675 ракетний полк з 6 ПУ Р-16;
- 702 ракетний полк з 10 ШПУ РТ-2.

### У 1982 році
- 124 ракетний полк з 10 ШПУ РТ-2П;
- 514 ракетний полк з 10 ШПУ РТ-2П;
- 518 ракетний полк з 10 ШПУ РТ-2П;
- 558 ракетний полк з 10 ШПУ РТ-2П;
- 611 ракетний полк з 10 ШПУ РТ-2П;
- 702 ракетний полк з 10 ШПУ РТ-2П.

### В 2000 році
- 290 ракетний полк з 9 ПУ РТ-2ПМ;
- 697 ракетний полк з 9 ПУ РТ-2ПМ;
- 702 ракетний полк з 9 ПУ РТ-2ПМ;
- 779 ракетний полк з 9 ПУ РТ-2ПМ.

## Командири
- 4 серпня 1960 року — 12 квітня 1963 року — генерал-майор Агєєв Дмитро Дмитрович[7].
- 12 квітня 1963 року — 13 березня 1969 року — полковник (з 16 травня 1965 року — генерал-майор) Утросін Анатолій Андрійович[8]
- 3 березня 1969 року — 2 червня 1971 року — генерал-майор Альошкін Анатолій Олександрович[9]
- 2 червня 1971 року — 19 квітня 1973 року — полковник (з 14 грудня 1972 року — генерал-майор) Яшин Юрій Олексійович[10]
- 19 квітня 1973 року — 30 серпня 1976 року — полковник, генерал-майор Кочемасов Станіслав Григорович[11]
- 30 серпня 1976 року — 8 липня 1980 — полковник (з 30 жовтня 1978 року — генерал-майор) Колесніков Геннадій Олексійович[12]
- 8 липня 1980 — 26 лютого 1985 року — полковник (з 17 грудня 1982 року — генерал-майор) Сізов В'ячеслав Михайлович[13]
- 26 лютого 1985 року — 14 листопада 1987 року — полковник, генерал-майор Пермінов Анатолій Миколайович[14]
- 14 листопада 1987 року — 30 грудня 1994 року — полковник (з 25 квітня 1990 року — генерал-майор) Цечоєв Муса Султанович[15]
- 30 грудня 1994 року — 19 січня 2004 року — полковник (з 22 лютого 1996 року — генерал-майор) Шевцов Володимир Ігорович[16]
- 19 січня 2004 року — 11 жовтня 2007 року — генерал-майор Краснов Михайло Геннадійович[17]
- 11 жовтня 2007 року — 29 жовтня 2010 — генерал-майор Іваницький Сергій Степанович[18]
- Жовтень 2010 року — серпень 2013 року — полковник (з грудня 2012 генерал-майор) Афонін Ігор Сергійович[19]
- Август 2013 року — грудень 2014 року — полковник (з грудня 2013 генерал-майор) Бурбін Андрій Анатолійович[20]
- З грудня 2014 року — полковник (з грудня 2016 генерал-майор) Тарасов Віталій Михайлович[21]

## Озброєння
У різні роки на озброєнні дивізії стояли ракетні комплекси:
- У 1969—1977 рр. — Р-16У (8К64У);
- У 1971—1980 рр. — РТ-2 (8К98);
- У 1976—1994 рр. — РТ-2П (8К98П);
- З 1985 р — РТ-2ПМ «Тополя» (15Ж58)[22][23].
- З 2017 року — РС-24 «Ярс»[24].